# Церква Іоанна Предтечі (грецька)
Церква Іоанна Предтечі (також відома як Грецька церква) — церква ХІІІ ст. у Білгороді-Дністровському, пам'ятка архітектури національного значення України.

## Історія

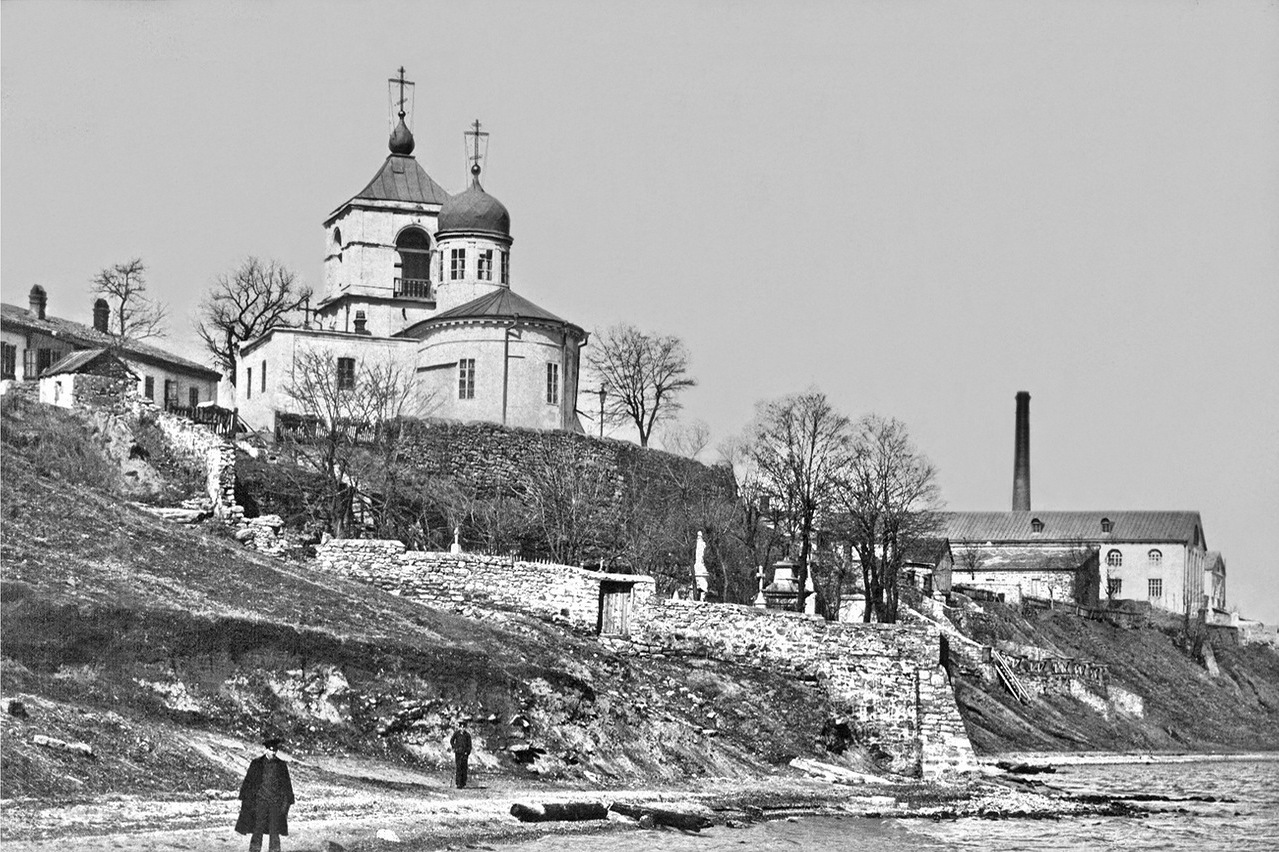
Вигляд церкви в 1895 році

Храм у Білгород-Дністровському побудований греками у XIII столітті за Олександра Доброго та спочатку був дерев'яним. Сьогодні на древню святиню він схожий мало. Проте учені стверджують, що церква унікальна. За деякими даними на цьому місці християнський храм був ще в XIII столітті. Освятили її на честь Іоанна Предтечі. У XV столітті Грецький храм був резиденцією візантійського екзарха (правителя області) в Молдавському князівстві.
У церкві Іоанна Предтечі в середині XIV століття поховали святого Іоанна Сучавского. Згодом його останки перевезли в місто Сучава в Румунії. За часів захоплення території турецькими завойовниками храм був зруйнований і відновлений лише в 1480 році за кошти місцевої грецької громади. У XIX столітті з'явилася маленька дзвіниця, що існує до нашого часу.
У радянський період церква охоронялась як пам'ятка архітектури Української РСР (№ 562). Сьогодні Грецький храм належить Українській Православній Церкві (Московський патріархат).
Грецька церква розташована на березі Дністровського лиману поряд з Білгород-Дністровською (Аккерманською) фортецею поруч з старовинними грецькими похованнями, зокрема скельного типу.

## Архітектура

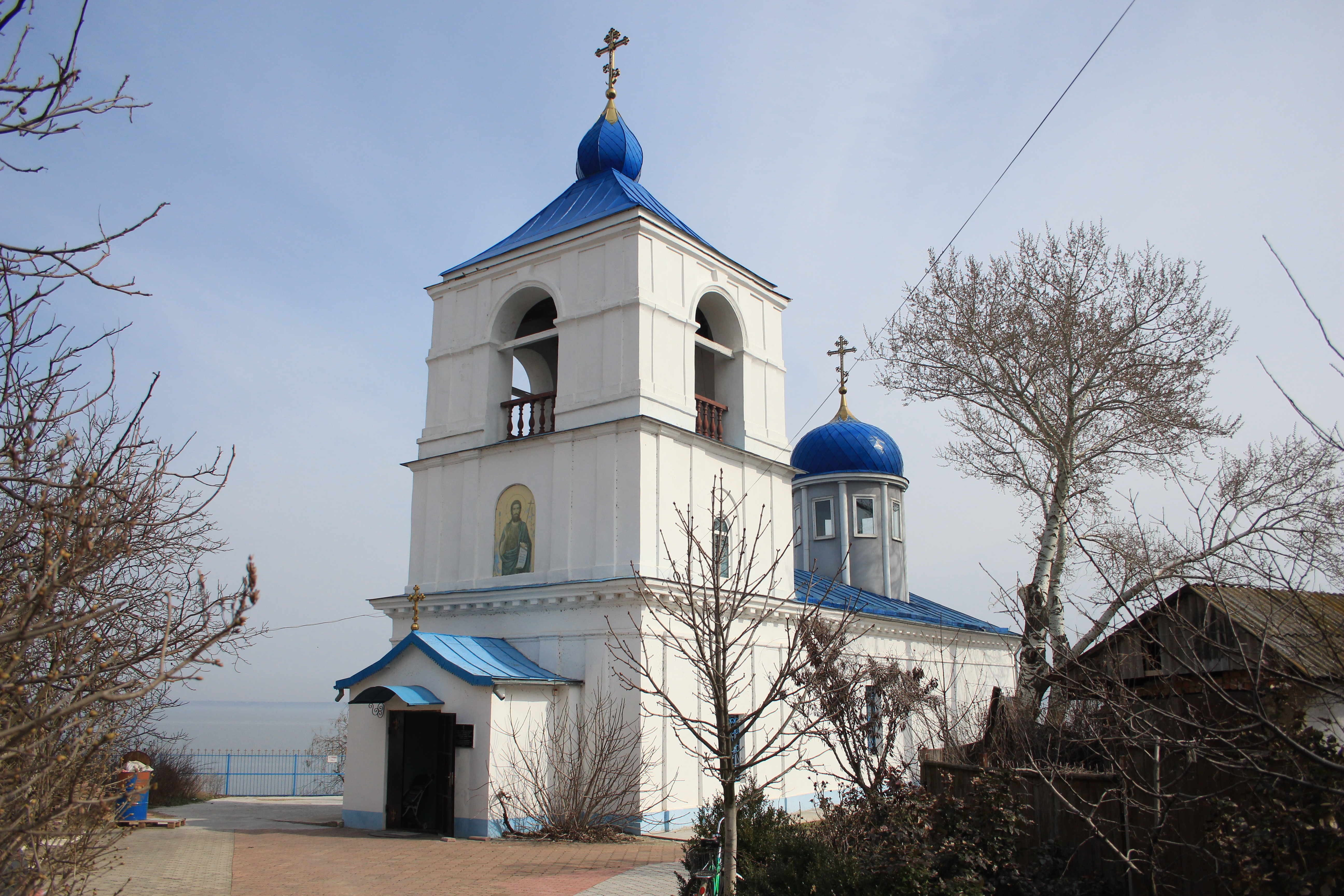
Фасад церкви

Церква є однобанною прямокутною однонавною спорудою з дзвіницею та апсидою. Побудована греками з Трапезунда з тесаного вапняку, та укріплена контрафорсами. Баня цекрви розташована на восьмигранному барабані. Дзвіниця прибудована до церкви, а її перший ярус є церковним притвором. Структурно дзвіниця триярусна квадратна в плані з шатровим дахом, над яким розташована маківка.